# Aitolien och Akarnanien
Aitolien och Akarnanien (grekiska: Αιτωλοακαρνανία) är en regiondel (perifereiakí enótita), till 2010 en prefektur, i regionen Västra Grekland. Regiondelen har 223 188 invånare (2005) och huvudstaden är Messolonghi. Den totala ytan är 5 460 km², vilket gör regiondelen till den största till ytan i landet. Regiondelen utgörs av de historiska landskapen Aitolien och Akarnanien.

## Administrativ indelning
Regiondelen är indelad i sju kommuner. Prefekturen var indelad i 29 kommuner.

- Dimos Agrinio
- Dimos Aktio-Vonitsa
- Dimos Amfilochia
- Dimos Missolonghi
- Dimos Nafpaktia
- Dimos Thermo
- Dimos Xiromero